# Orfelia yoshidai
Orfelia yoshidai är en tvåvingeart som beskrevs av Uesugi 2004. Orfelia yoshidai ingår i släktet Orfelia och familjen platthornsmyggor. Inga underarter finns listade i Catalogue of Life.